# 小橋賢兒
小橋賢兒（日语：／ Kohashi Kenji，1979年8月19日—），日本男性創意總監、音樂活動製作人。The Human Miracle株式會社代表董事。前演員、電影導演。妻子荻原桃子是時裝設計師。一個孩子的父親。出身於東京都大田區。身高173cm。A型血。

## 簡介
日本前演員，引退後經歷時尚品牌「Soareak」的PV導演和DJ，並成為活動企劃製作的總裁。

### 經歷
1988年，當時小學3年級的小橋參加朝日電視台綜藝節目《Pao-Pao Channel》舉辦新人兒童演員的徵選活動並獲得入選，從此展開其演藝生涯。
在那之後，拍過《徬徨少年時》、《青澀時代》及《水姑娘》等多齣電視劇。
2007年宣布暫時休止演藝活動前往美國，之後到世界各地旅行。直到2009年回到日本，參演義大利、西班牙及愛爾蘭跨國合作、Stefano Bessoni執導的電影《死亡寫真》。2011年，該電影獲得SKIP城市國際D電影節的SKIP城市獎和SKIP城市D電影企劃等獎項。
2012年夏天，擔任電影導演的處女作「DON'T STOP！」上映，該作品是小橋和與自由作家高橋步一起旅行的同伴共同製作。
目前正朝著世界最大規模電子舞曲祭「ULTRA MUSIC FESTIVAL」之亞洲陸上活動「ULTRA KOREA ULTRA JAPAN」的創意總監努力發展中。
2021年9月5日，負責2020年東京奧運閉幕式的綜合演出之幕後工作。

### 私生活
興趣：衝浪、吃遍食物、旅行、攝影。從小就是日本職棒選手岡崎郁的熱情球迷，因此總是隨身攜帶著兒童尺寸的岡崎郁專用手套。
2016年7月11日，小橋與小他4歳的時裝設計師荻原桃子結婚，2017年兩人生下第一子。

### 逸事
小橋自藝人出道以來，有外界謠傳他說「1994年的時候我曾經受到來自強尼·喜多川的邀請，然後以傑尼斯Jr.研修生的身份參加短期課程」，此事後來經由小橋本人的Twitter表示否定此事。而這項傳言是來自有一次朝日電視台的工作人員在傑尼斯Jr.的成員結束他們例行前往電視台參加課程的時候，目睹到小橋的身影，從此就在傑尼斯Jr.影迷的對話中傳開來。

## 演出
★表示為開業後的工作。

### 綜藝節目
- Pao-Pao Channel（日语：パオパオチャンネル）（1988年—1989年，朝日電視台）[注 1]
- 這是Kyaeen～吧!?（日语：これがキャイ〜ンだろ!?）（富士電視台）
- 100%Kyaeen！（日语：100%キャイ〜ン!）（富士電視台）
- 森田一義時間 笑一笑又何妨！（富士電視台）
- 週六夜廚房（日语：チューボーですよ!）（TBS）
- 世界上最想上的課（日语：世界一受けたい授業）（日本電視台）
- ＃HI_POUL（日语：＃ハイ_ポール）（富士電視台）[5]—與西野亮廣對談★
- 桑巴魯（日语：サンバリュ）（日本電視台）[5]★
- OUT×DELUXE（日语：アウト×デラックス）（富士電視台）[5]★
- DOWN TOWN DX（日语：ダウンタウンDX）（日本電視台）[5]★
- Sunday Japon（日语：サンデージャポン）（TBS）[5]★

### 電視劇
NHK
- 信長KING OF ZIPANGU（1992年）—飾 武田信勝
- 歡迎來到青春五金店（日语：ようこそ青春金物店）（1996年）—飾 平野謙（日语：平野謙 (野球)）
- 水姑娘（日语：ちゅらさん）（2001年）—飾 上村文也
- 海猿（2002年—2003年）—飾 野島伸也
- 春與夏（2005年）—飾 中內金太
- 新選組!! 土方歳三最後的一日（日语：新選組!! 土方歳三 最期の一日）（2006年）—飾 相馬主計

日本電視台系列
- 另一種J聯盟（日语：もうひとつのJリーグ）（1993年）
- 禁忌的遊戲（日语：禁じられた遊び (テレビドラマ)）（1995年，讀賣電視台）—飾 椎野健太
- 無家可歸的小孩2（1995年）—飾 岬祥司
- 金田一少年之事件簿（1995年）—飾 有森裕
- 感應少年EIJI（1997年）—飾 日比野一馬
- 秀逗男護士（日语：ナースマン）（2002年）—飾 小宮山
- 亂步R（日语：乱歩R）（2004年，讀賣電視台）
- 松本清張特輯 共犯者（日语：共犯者 (松本清張)#2006年版）（2006年）—飾 松本健

TBS系列
- 人間失格 ～假如我死了的話（日语：人間・失格〜たとえばぼくが死んだら）（1994年）—飾 戶田哲雄
- 徬徨少年時（日语：若葉のころ (テレビドラマ)）（1996年）—飾 松原稔
- 青澀時代（1998年）—飾 橋本俊
- L×I×V×E（日语：L×I×V×E）（1999年）—飾 坂口大樹
- 早安少女組。新春愛的故事（日语：モーニング娘。新春! LOVEストーリーズ）『伊豆的舞孃』（2002年）—飾 書生
- 恐怖驚魂夜（2002年）—飾 日高俊夫
- 四谷君與大塚君/天才少年偵探登場之卷（日语：四谷くんと大塚くん/天才少年探偵登場の巻）（2004年）—飾 駒田耕平
- 暴風雨之戀（2004年）—飾 杉浦克己
- 這裡是本池上署（日语：こちら本池上署）（2004年）—飾 廣岡正嗣

富士電視台系列
- if 如果（日语：if もしも）『升起的煙火，從下面看？還是從側面看？』（1993年）—飾 林純一
- 戒指（日语：指輪 (小説)）（1995年，東海電視台）
- 鬼馬小夫妻（1995年，關西電視台）—飾 大庭洋
- 週五娛樂（日语：金曜エンタテイメント）
  - （1997年）—飾 南光二
  - （1998年）—飾 南光二
  - （2004年）—飾 物部光
- Days（日语：Days (テレビドラマ)）（1998年）—飾 君島潤
- 鬼之棲家（1999年）—飾 黑川和之
- 慎吾媽媽劇場特別篇 早安拯救世界（日语：慎吾ママドラマスペシャル おっはーは世界を救う）（2001年）—飾 出來內

朝日電視台系列
- 奇蹟假面高校生（日语：ミラクル仮面高校生）（1995年，ABC）
- （1996年）—飾 三浦純次
- 玻璃假面（1997年—1998年）—飾 櫻小路優
- 二人（日语：ふたり#テレビ朝日版）（1997年）—飾 前田哲夫
- 天邊（日语：てっぺん (テレビドラマ)）（1999年）—飾 寺岡賢吾
- 通販之男（日语：ツーハンマン）（2002年）—飾 金子幸彥
- 女刑事水紀 ～京都洛西署物語～（日语：女刑事みずき〜京都洛西署物語〜）（2005年）—飾 坂井晃
- 週六WIDE劇場（日语：土曜ワイド劇場）
  - 「臥底特工北見志穗（日语：おとり捜査官・北見志穂）」（2004年）—飾 佐伯誠
- 警視廳搜查一課9係 第4話「強盗遊戲」（2006年）—飾 北浦
- Dele 刪除人生（2018年）—飾 武藤卓

東京電視台系列
- 龍馬來了（日语：竜馬がゆく）（2004年，東京電視台）—飾 水野播磨介

### 電影
- 花之墮落兒童會長（日语：ズッコケ三人組#『花のズッコケ児童会長』）（1991年）—飾 八谷良平（八平）
- 升起的煙火，從下面看？還是從側面看？（1995年）—飾 純一
- 燕尾蝶（1996年）—飾 黃
- LAST SCENE（日语：ラストシーン (映画)）（2002年）—飾 鮫島博士
- 少女殺手阿墨（2003年）—飾 日向
- 哥吉拉 最後戰役（2004年）—飾 X
- 日本以外全部沉沒（2006年）—飾 我（主角）
- DRIFT／DRIFT2（2006年）—飾 星川孝之
- 死亡寫真（英语：Imago Mortis）（2009年，義大利、西班牙及愛爾蘭跨國合作電影，Stefano Bessoni（英语：Stefano Bessoni）執導）—飾 奧茲
- 戀戀南方（2013年，日本與新加坡跨國製作電影）—飾 辰也
- Noise（2018年）—飾 高橋

### 廣播節目
- INNOVATION WORLD ERA（日语：INNOVATION WORLD ERA）（2020年4月—，J-WAVE）—每月第4週領航員
- 松任谷由實的All Night-NIPPON（日语：松任谷由実のオールナイトニッポン）（2021年9月17日，日本放送）[6]
- JAPAN MOVE UP（日语：JAPAN MOVE UP）（2022年1月15日，TOKYO FM）[7]
- 朝Navi（日语：ENEOSプレゼンツ あさナビ）（2022年2月28日—3月4日，日本放送）[8]
- 岡田惠和 今晚在搖滾酒吧 ～戲劇人的音樂談話～（日语：岡田惠和 今宵、ロックバーで〜ドラマな人々の音楽談義〜） 第369回（2022年6月19日，NHK-FM）[9]

### V Cinema
- 恐怖新聞（日语：恐怖新聞）（1996年）

### 舞台
- 國王與我（1990年8月，中日劇場）
- 小篠順子（日语：コシノジュンコ）'96時裝秀
- 太陽消逝的日子（1996年）－年輕時的馬丁
- HO-BO（2001年）
- （2003年）
- （2003年）
- 伊甸之東（2005年）
- （2009年）

### 廣告
1989年
- 日清食品「Caleuche」

1990年
- 好侍食品「好侍佛蒙特咖哩」
- 明星食品（日语：明星食品）「鐵板燒蕎麥麵」
- SEGA「Game Gear」
- 日本公文教育研究會「公文式」
- 珍珠米飯（日语：パールライス）
- MISAWA HOMES（日语：ミサワホーム）
- Prima火腿（日语：プリマハム）

1991年
- 日本可口可樂「my first coke」
- TAKARA
- SONY「Handycam」

1992年
- 富士通「FM TOWNS」

1993年
- Tsukada（日语：ツクダオリジナル）「電動軟彈槍」

1994年
- SANYO食品（日语：サンヨー食品）「札幌第一 CupStar（日语：カップスター）」
- Benesse Corporation「進研研討會中學講座（日语：進研ゼミ中学講座）」
- SEGA「Super 32X」
- 三得利「C.C.檸檬（日语：C.C.レモン）」

1998年
- Circle K

1999年
- 日本可口可樂「芬達」

2000年
- 豐田汽車「Hilux Surf」

2002年
- 冰上迪士尼（英语：Disney on Ice）
- Kojima（日语：コジマ）

2005年
- P&G（日语：P&Gジャパン）「維達沙宣」

2012年
- 麒麟啤酒「麒麟拉格啤酒」

### 音樂PV
- 槙原敬之「天使降臨在無可救藥的我（日语：どうしようもない僕に天使が降りてきた）」（1996年）

### 其它
- （《進研研討會中學講座》1997年1月號）

## 音樂作品

### 單曲
- B.B.B.（1996年8月21日）—電視動畫《天才寶貝》片頭主題曲
- STILL（1996年12月4日）
- Knocking on the door（1997年2月26日）
- once again（1998年2月25日）
- 漸行漸遠的路（1998年10月21日）
- 想和你一起穿越時空（1999年5月12日）—富士電視台系列《這是Kyaeen～吧!?（日语：これがキャイ〜ンだろ!?）》片尾主題曲

### 專輯
- Days（1997年4月23日）

## 書籍
著書
- （2019年5月31日，絆出版（日语：櫻井秀勲））　ISBN 978-4866630779

寫真集
- 《小橋賢兒 PERSONAL BOOK》（1995年8月10日，近代電影社（日语：近代映画社）） ISBN 978-4764870789
- （1996年9月，Boutique社） ISBN 978-4834710588

## 腳註

## 外部連結
- （日語）—小橋賢兒的官方個人網站。
- 小橋賢兒的X（前Twitter） （日語）
- 小橋賢兒的Instagram帳戶 （日語）
- 小橋賢兒的Facebook專頁 （日語）
- Vol.47  （页面存档备份，存于） （日語）—YouTube
- 小橋賢兒 （日語）—NHK人物錄（日语：NHKアーカイブスポータル）

- The Human Miracle 株式會社 （日語）—小橋擔任代表董事的公司（2016年—）